# اوتسه
اوتسه (به آلمانی: Uetze) یک منطقهٔ مسکونی در آلمان است که در هانوفر رگیون واقع شده‌است. اوتسه ۲۰٬۳۱۰ نفر جمعیت دارد.

## خواهرخوانده
شهرهای فرهبورگ (زاکسن) و Balatongyörök خواهرخوانده‌های اوتسه هستند.